# Modliszewscy herbu Ostoja

Herb Ostoja, wersja średniowieczna

Modliszewscy – polski ród szlachecki pieczętujący się herbem Ostoja, należący do heraldycznego rodu Ostojów (Mościców). Modliszewscy swoje nazwisko wzięli od wsi Modliszewo Kościelne (czasem Modliszewo Cyrkiewne, Modliszewo Mniejsze, Modliszewo Małe lub Modliszewko, tak jak obecnie), położonej w dawnym pow. gnieźnieńskim województwa kaliskiego. Modliszewo Kościelne graniczyło z Modliszewem Wielkim, z którego wyszli Modliszewscy herbu Dryja (byli oni wspólnego pochodzenia z Mileskimi z Mileszyna) a także Modliszewscy herbu Topór (którzy stanowili odgałęzienie Kołybskich z Kołybek). Modliszewscy herbu Ostoja zostali wspomniani przez Kaspra Niesieckiego w Herbarzu Polskim.

## Przydomekrodu
Przydomkiem rodu Modliszewskich herbu Ostoja jest imionisko Sitek, Sitko, Sittko, Sythek. Według prof. W. Dworzaczka w Modliszewie Kościelnym dziedziczyli także Modliszewscy używający imioniska Sobiejucha niewiadomego herbu.

## Najstarsze świadectwaźródłowedotyczące rodu
Poniżej wymienione są wybrane świadectwa źródłowe dotyczące Modliszewskich herbu Ostoja oraz wsi gniazdowej Modliszewa Kościelnego do początków XVI wieku.
- Najstarsza wzmianka dotycząca Modliszewa (Modliszewka) pochodzi z dokumentu księcia Władysława, wydanego w 1316 roku, w którym wzmiankowany jest Andreas de Modlizevo[9][5].

- W Modliszewie (Modliszewku) istniał kościół już w drugiej połowie XIV wieku. W roku 1380 oficjał gnieźnieński rozstrzygał spór pomiędzy Maciejem, plebanem z Modliszewa Małego a dziedzicami Modliszewka Wielkiego[10].

- W latach 1395–1401 występował Piechno z Modliszewa, kasztelan czarnkowski[11]. Jego małżonką była Małgorzata. Według prof. W. Dworzaczka mógł należeć do rodu Ostojów[12]

- W roku 1401 oficjał gnieźnieński zaświadczał, że Paweł z Jabłkowa, pleban w Modliszewie, oczyścił się z zarzutu zgwałcenia Magdy z Modliszewa[13].

- W roku 1414 występował Jan, pleban z Modliszewa, jako świadek w sprawie o dziesięciny w Mieleszynie[14].

- W roku 1434 Marcin, pleban w Modliszewie, został oskarżony o to, że przejął bezprawnie dwuletnią dziesięcinę o wartości 3 grzywien z działu Jana Giemzy w Mielnie[15].

- W roku 1448 Jan, Mikołaj, Piotr i Wojciech, bracia z Modliszewa, mieli termin ze strony Marcina z Mielna. Marcin i Mikołaj, synowie zmarłego Wojciecha, występowali w 1449 roku. Marcin, Mikołaj, Piotr, Wojciech, bracia z Modliszewa, mieli około roku 1450 termin ze strony Doroty, żony Andrzeja z Wilamowa[12].

- Pierwszym Modliszewskim, którego można łączyć z rodem heraldycznym Ostojów był Marcin Sitek, dziedzic w Mniejszym Modliszewie, który na połowie swych części w tej wsi w roku 1451 oprawił posag żonie Małgorzacie w wysokości 40 grzywien. Między nim a Marcinem z Wielkiego Modliszewa herbu Dryja w roku 1461 założone zostało wadium, iż będą żyć w pokoju[1].

- W roku 1464 ks. Mikołaj Modliszewski, pleban w Izdebnie, dziedzic w Małym Modliszewie, na swojej części w tej wsi sprzedał wyderkafem 3 wiardunki rocznego czynszu za 11 grzywien ks. Pawłowi, plebanowi kościoła Św. Piotra w Gnieźnie[1].

- W roku 1476 występowali - Stanisław z Modliszewa, podkomorzy inowrocławski, i jego brat Bartłomiej. Tego roku wymieniali pusty łan we wsi Knieja na wieś Wolice i jezioro zwane Słupy. Według prof. W. Dworzaczka mogli pochodzić z Modliszewa Kościelnego[12].

- W roku 1478 Wojciech Sitek z Modliszewa Kościelnego, na połowie swej części tej wsi, oprawił posag żonie Małgorzacie Mielińskiej, córce Marcina, w wysokości 70 grzywien. Tenże, w roku 1481, na połowie swej części w Modliszewie Kościelnym, oprawił posag w wysokości 50 grzywien drugiej żonie, Annie z Kołat[1].

- W roku 1526 występował Jan z Prochów Modliszewski, pleban w Modliszewku i w Łąkoszynie (koło Kutna), kanonik regularny w Trzemesznie[16].

## Majątki ziemskie należące do rodu
Poniżej wymienione są ważniejsze dobra ziemskie należące do Modliszewskich herbu Ostoja.
Modliszewo Kościelne (dziś Modliszewko), Wierzejcze (dziś Wierzejewice), Dębłowo, Wierzbocice,

## Przedstawiciele rodu
- Marcin Sitek z Modliszewa (zm. po 1468) – dziedzic w Kościelnym (Mniejszym) Modliszewie. Ożeniony z Małgorzatą[1].

- Stanisław z Modliszewa (zm. po 1476) – podkomorzy inowrocławski, właściciel dóbr w Knieji i Wolicach. Według prof. W. Dworzaczka najprawdopodobniej pochodził z Modliszewa Kościelnego[12] i mógł należeć do rodu Ostojów.

- Wojciech Sitek z Modliszewa (zm. po 1481) – dziedzic w Modliszewie Kościelnym. Dwukrotnie żonaty. Jego pierwszą żoną była Małgorzata Mielińska a drugą Anna z Kołat Kołacka[1].

- Mikołaj z Modliszewa Modliszewski (zm. po 1491) – ksiądz katolicki, pleban w Izdebnie i Raczkowie, dziedzic w Modliszewie Kościelnym. W roku 1491 sprzedał wyderkafem za 40 grzywien części swe w Modliszewie Kościelnym bratankom - Wawrzyńcowi i Mikołajowi Modliszewskim, zachowując dla siebie jedną grzywnę czynszu rocznego z tej wsi[1].

- Wawrzyniec z Modliszewa Modliszewski (zm. przed 1501) – dziedzic w Modliszewie Kościelnym. Był synem Marcina i Małgorzaty Modliszewskich. Jego żoną była Jadwiga[1].

- Wojciech Modliszewski (zm. przed 1503) – dziedzic dóbr w Modliszewie Kościelnym, dworzanin króla Aleksandra Jagiellończyka. Jego ojcem był Wojciech Sitek Modliszewski, a matką Małgorzata Mielińska. Został zamordowany w mieście Łubowie przez Mikołaja i Bartosza Chwałkowskich. Miał brata Łukasza i dwie siostry przyrodnie - Małgorzatę i Katarzynę, klaryskę w Gnieźnie.

- Mikołaj Sitek z Modliszewa Wierzejski (zm. przed 1512) – dziedzic w Modliszewie Kościelnym, właściciel części wsi Wierzejcze (dziś Wierzejewice). Syn Marcina i Małgorzaty Modliszewskich. Jego pierwszą żoną była Jadwiga Piątkowska a drugą Barbara Modliszewska[1].

- Katarzyna Modliszewska (zm. ok. 1512) – dziedziczka dóbr w Modliszewie Kościelnym, członkini Zakonu Świętej Klary w Gnieźnie. Była córką Wojciecha Sitka Modliszewskiego i Anny z Kołat Kołackiej.

- Jan Sitek Modliszewski (zm. przed 1557) – dziedzic w Modliszewie Kościelnym, właściciel dóbr w Wierzejczy i Dębłowie. Majątek w Wierzejczy odziedziczył po stryju Mikołaju. Syn Wawrzyńca i Jadwigi Modliszewskich. Żoną jego była Magdalena Węgierska, córka Mikołaja.

- Elżbieta Modliszewska (zm. przed 1653) – dziedziczka dóbr w Modliszewie Kościelnym, jedyna córka Jana Sitki i Katarzyny Rynarzewskiej. Była żoną Daniela Karczewskiego, dziedzica Karczewa[1]. W roku 1640 sprzedała swoje części w Modliszewie Kościelnym Stanisławowi Modliszewskiemu[17]. Została wspomniana przez Kaspra Niesieckiego w „Herbarzu polskim”[2].

- Feliks Modliszewski (zm. przed 1693) – dożywotni posesor sołectwa w Wierzbocicach, spadkobierca Elżbiety z Modliszewskich Karczewskiej, stryjecznej siostry ojca. Był synem Bartłomieja i Anny Wilkowskiej. Jego małżonką była Barbara Przeniewska (Przedniewska)[1].